# Spoorlijn 86
Spoorlijn 86 is een Belgische spoorlijn van De Pinte via Oudenaarde naar Ronse, en voorheen verder naar Leuze en Basècles.
Fietssnelweg F45 (Gent-Oudenaarde-Avelgem-Kortrijk) is tussen De Pinte en Zingem grotendeels naast deze spoorweg aangelegd.
Fietsnelweg F421 (Geraardsbergen-Elzele-Ronse-Avelgem) volgt in Ronse de spoorlijn.
Op het stuk van Ronse naar Leuze is men begonnen met de aanleg van de Fietssnelweg F426.

## Huidige toestand
- De sectie De Pinte - Oudenaarde - Ronse is in dienst voor reizigersverkeer, enkelsporig tussen De Pinte en Gavere-Asper en tussen Zingem en Ronse. Tussen Oudenaarde en Ronse gaat de lijn door de tunnel van Louise-Marie onder de Spichtenberg.
- De sectie Ronse - Leuze is grotendeels opgebroken, na een voorstel van de NMBS om deze lijn per 29 mei 1988 te sluiten in verband met het zeer lage aantal reizigers wat destijds van deze verbinding gebruikmaakte (2 reizigers per treinkilometer in de daluren)[1]

### RAVeL L86
- De sectie Leuze - Basècles-Carrières werd opgebroken, op de bedding is het betonnen fiets- en wandelpad RAVeL L86 aangelegd (9,4 km).
- Op het gedeelte tussen Moustier en Ronse werden in maart 2024 alle overwoekerende planten en bomen gerooid en vervolgens de bielzen en rails verwijderd, dit ter voorbereiding van het verdere doortrekken van de RAVeL.

## Treindiensten
De NMBS verzorgt het personenvervoer met piekuur- en S-treinen.
| Treintype | Verbindingen                        | Opmerkingen              |
| --------- | ----------------------------------- | ------------------------ |
| S51       | Eeklo – Gent-Sint-Pieters – Ronse   | Rijdt op zondag 1x/2u.   |
| S53       | Lokeren – Gent-Sint-Pieters – Ronse | Rijdt enkel op weekdagen |

## Aansluitingen
In de volgende plaatsen is of was er een aansluiting op de volgende spoorlijnen:
De Pinte
Spoorlijn 75 tussen Gent-Sint-Pieters en Moeskroen
Oudenaarde
Spoorlijn 89 tussen Denderleeuw en Y Zandberg
Leupegem
Spoorlijn 85 tussen Herzeeuw en Leupegem
Ronse
Spoorlijn 82 tussen Aalst en Ronse
Spoorlijn 83 tussen Kortrijk en Ronse
Spoorlijn 87 tussen Zullik en Doornik
Leuze
Spoorlijn 94 tussen Halle en Blandain
Basècles-Groeven
Spoorlijn 78 tussen Saint-Ghislain en Doornik